# Zarcinia nigrosignatella
Zarcinia nigrosignatella is een vlinder uit de familie van de Galacticidae. De soort is voor het eerst wetenschappelijk beschreven door Pierre Chrétien in een publicatie uit 1915.
De soort komt voor in Tunesië.